# Fundación Ubuntu

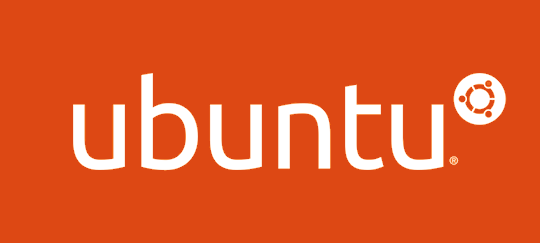
Logo de Fundación Ubuntu

La Fundación Ubuntu es una organización sin fines de lucro fundada por Mark Shuttleworth y Canonical Ltd., cuyo objetivo es asegurar el mantenimiento a largo plazo de la distribución de GNU/Linux Ubuntu, independientemente de las actividades comerciales de Canonical Ltd. La Fundación comenzó con un capital de USD 10 millones destinados a tal objetivo.
Su actual consejo directivo está compuesto por Mark Shuttleworth como presidente —fundador de Canonical Ltd.—, representantes del Consejo de la Comunidad Ubuntu y la Mesa Técnica de Ubuntu.